# Outjo

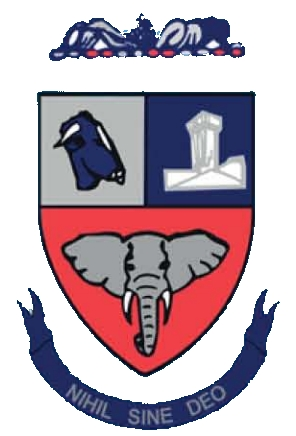
Outjos vapen.

Outjo är en ort i Namibia och huvudort i valkretsen Outjo i det inre av regionen Kunene i nordvästra Namibia. Folkmängden uppgick till 8 400 invånare vid en folkräkning 2011, över ett 104,6 km² stort område. Outjo är en av slutstationerna för Namibias järnvägsnät.
Outjo ligger nära Etosha National Park och grottan Gamkarab Cave, känd för sina stalaktiter och stalagmiter.
Outjo grundades 1897 som en militärbas av tyskarna under ledning av överste Theodor Leutwein, för att kolonisera de norra delarna av Tyska Sydvästafrika. Franke Haus Museum är ett lokalt historiskt museum, som dokumenterar major Victor Frankes kampanj i Ovamboland. En tysk delegation hade sänts till portugiserna i norr för fredsförhandlingar men blev blodigt nedslagen och som hämnd ledde major Victor Franke i oktober 1914 en kampanj mot det portugisiska fortet Impalila. Ett monument i staden restes till minne av episoden.